# Золоторудна і свинцево-цинкова промисловість Закарпаття
Золоторудна і свинцево-цинкова промисловість Закарпаття
Золото є корисною копалиною постійного попиту. Мінімальні потреби України у свинці складають понад 40, а цинку — 40-60 тис. т. на рік. Світовим досвідом доведена висока рентабельність цього виробництва за умови видобутку та переробки близько одного мільйона тон руди на рік. Золоторудна промисловість України робить перші кроки, перебуває у стадії оформлення.
На дослідно-промисловій дільниці Мужіївського родовища ДАК «Українські поліметали» у 2000-х роках добувало 60-70 тис. т. золотої руди на рік, а концерн «Тукурінгра» на Саулянському золотому родовищі — 5-6 тис. т. На золотопереробній фабриці проходить апробацію екологічно чиста гравітаційна технологія, в якій єдиним компонентом збагачення руди є оборотна вода.
Результативні пошуки нових родовищ за рахунок держбюджету ведуться на флангах Мужіївського золото-поліметалічного та Саулянського золоторудного родовищ, на Берегівському золото-поліметалічному і Біганському барито-золото-поліметалічному родовищах, у Рахівському і Вишківському рудних районах. Це створює реальні передумови для іноземних і вітчизняних інвестицій у пошуки та розвідку нових золотих і золото-поліметалічних родовищ, існують реальні передумови для відкриття кількох нових родовищ на Закарпатті.
Переробку руд найраціональніше проводити на базі Закарпатського хімічного заводу, де природні геологічні умови захищають довкілля.
У 1999-2006 роках тут видобувала державна компанія “Закарпатполіметали”, але швидко збанкрутувала і припинила видобуток.
У 2012 році дозвіл на видобування золота в Мужієво придбала приватна “Карпатська рудна компанія” (КРК). 
Разом з тим, експлуатація Мужіївського золото-поліметалічного родовища може задовольнити потреби України тільки частково.